# A Scandal in Belgravia
"A Scandal in Belgravia" (português: "Um Escândalo em Belgravia") é o primeiro episódio da segunda temporada da série de drama e crime da BBC Sherlock, que segue as aventuras nos dias modernos modernos de Sherlock Holmes. Foi transmitido pela primeira vez pela BBC One em 1 de Janeiro de 2012. Foi escrito pelo co-criador da série, Steven Moffat e dirigido por Paul McGuigan. O episódio foi baseado em "A Scandal in Bohemia", um conto de Sir Arthur Conan Doyle.
O episódio retrata Sherlock Holmes (Benedict Cumberbatch) em um confronto com Irene Adler (Lara Pulver), uma dominatrix que possuía fotos comprometedoras tiradas com um membro feminino da família real. As fotografias são armazenadas dentro de seu telefone móvel, juntamente com outras informações valiosas que faz dela um alvo de várias facções políticas. Sherlock passa boa parte do episódio mantendo o dispositivo fora das mãos do inimigo durante a tentativa de deduzir sua senha. Além da referência ao conto de Doyle, o nome do episódio referência Belgravia, um distrito de Londres ao lado dos fundos de Palácio de Buckingham.
Depois de sua transmissão na BBC One, o episódio consolidou um número de 10.663 milhões de espectadores no Reino Unido. Reações críticas em relação ao episódio foram amplamente positivas, com os comentadores elogiando a escrita, atuação e direção. O episódio causou polêmica por mostrar o caráter de Irene Adler nua; usando ângulos de câmera com cuidado para evitar a exposição de áreas privadas.

## Enredo

### Anteriormente
A série segue uma atualização contemporânea das histórias do detetive Sherlock Holmes, de Sir Arthur Conan Doyle. Ao longo da primeira temporada, é revelado que um homem chamado Moriarty, um "consultor criminal", foi, em certa medida, responsável por orquestrar os crimes ao longo dos três episódios.  No final da temporada, "The Great Game" , Sherlock (Benedict Cumberbatch) e o John Watson (Martin Freeman) ficam cara a cara com o Professor Jim Moriarty (Andrew Scott), que tem snipers apontando diretamente em Sherlock e Watson. Moriarty pretende ter os dois mortos, mas nas cenas finais, Sherlock mira um revólver em um colete com explosivos, ameaçando atirar. 

### Eventos
Um telefonema para Moriarty interrompe o impasse entre ele e Sherlock. Na sequência do convite, Moriarty deixa Sherlock e John vivo. Sherlock torna-se uma pequena celebridade depois do blog de John, sobre suas atividades. Enquanto investiga um caso, Sherlock e John são apresentadas antes de Mycroft (Mark Gatiss) no Palácio de Buckingham. Ele revela que Irene Adler (Lara Pulver), uma dominatrix conhecida profissionalmente como "a mulher", levou a comprometer fotografias de si mesma e um membro feminino da família real. Eles querem que o par recuperarem o smartphone de Adler. Sherlock e John tentam entrar em casa de Adler. No entanto Adler fica esperando por eles e ela aparece completamente nua, deixando Sherlock incapaz de deduzir nada sobre ela, mas através de um falso alarme de incêndio, ele encontra um esconderijo seguro. Vários agentes da CIA, liderados por Nielson (Todd Boyce), invadem a casa a procura que Sherlock para abrir o cofre. Depois de perceber que a combinação são as medições de Alder, ele o faz. A armadilha no cofre distrai os agentes tempo suficiente para que John e Adler desarmá-los enquanto Sherlock usa a hora de levar o telefone. Adler então Sherlock, pega o telefone, e escapa.
Na véspera de Natal, Sherlock aprende através de texto que Adler lhe enviou seu telefone, o que exige uma senha desconhecida, e percebe que ela será encontrada morta; seu corpo mutilado mais tarde é encontrado e identificado. Uma semana depois, na véspera de Ano Novo, um contatos intermediários de John leva a Battersea Power Station. John fica surpreso ao descobrir Adler, que falsificou sua morte para sacudir seus perseguidores. Sherlock, tendo seguido John, descobre a sobrevivência de Adler. Sherlock retorna para casa para encontrar a equipe de Nielson segurando sua senhoria, Sra Hudson (Una Stubbs) como refém. Sherlock joga Nielson fora de uma janela em vingança. Mais tarde, Adler revela que ela ainda está sendo caçada e pede Sherlock para decifrar um código roubado de um MOD oficial. Ele, sem esforço decifra o código, revelando que ele seja um assento de linha aérea número de atribuição. Os textos de Adler secretamente levam as informações de voo para Moriarty, que por sua vez, descobre os textos de Mycroft, revelando que ele agora está ciente do estratagema MOD para enganar os terroristas que tentam explodir um avião.
Um funcionário do governo traz Sherlock para Heathrow. Ele lembra o Coventry Blitz e suspeita que algo semelhante está acontecendo. Mycroft confirma isso: os governos dos EUA e do Reino Unido decidiram voar num avião não tripulado cheio de cadáveres, para não alertar os terroristas, evitando acidentes. No entanto, como Sherlock involuntariamente ajudou Adler e Moriarty a decifrar o código, o esquema foi frustrado. Adler revela uma lista de exigências para Mycroft, incluindo a proteção, em troca da libertação do conteúdo de seu telefone. Adler provoca Sherlock, dizendo que ele não significava nada para ela. No entanto, Sherlock percebe que ela é intensamente atraída por ele, notando seu pulso elevado a sua dilatação de pupilas. Sherlock finalmente descobre a senha e desbloqueia o telefone com a palavra "SHER", de modo que a tela apresenta a frase "I AM SHER LOCKED", indicando que Adler realmente gosta dele. Adler, assim, se vê exposta e implora por proteção, mas Sherlock e Mycroft negam.
Alguns meses mais tarde, Mycroft informa a John que Adler foi decapitada por terroristas em Karachi, no Paquistão, mas pede-lhe para dizer a Sherlock que ela entrou em um programa de proteção a testemunhas nos Estados Unidos. Sherlock parece aceitar isso, e pede o telefone de Adler. Depois que John sai, Sherlock relembra sua viagem ao Paquistão, onde ele a resgatou dos terroristas.

## Referências no episódio

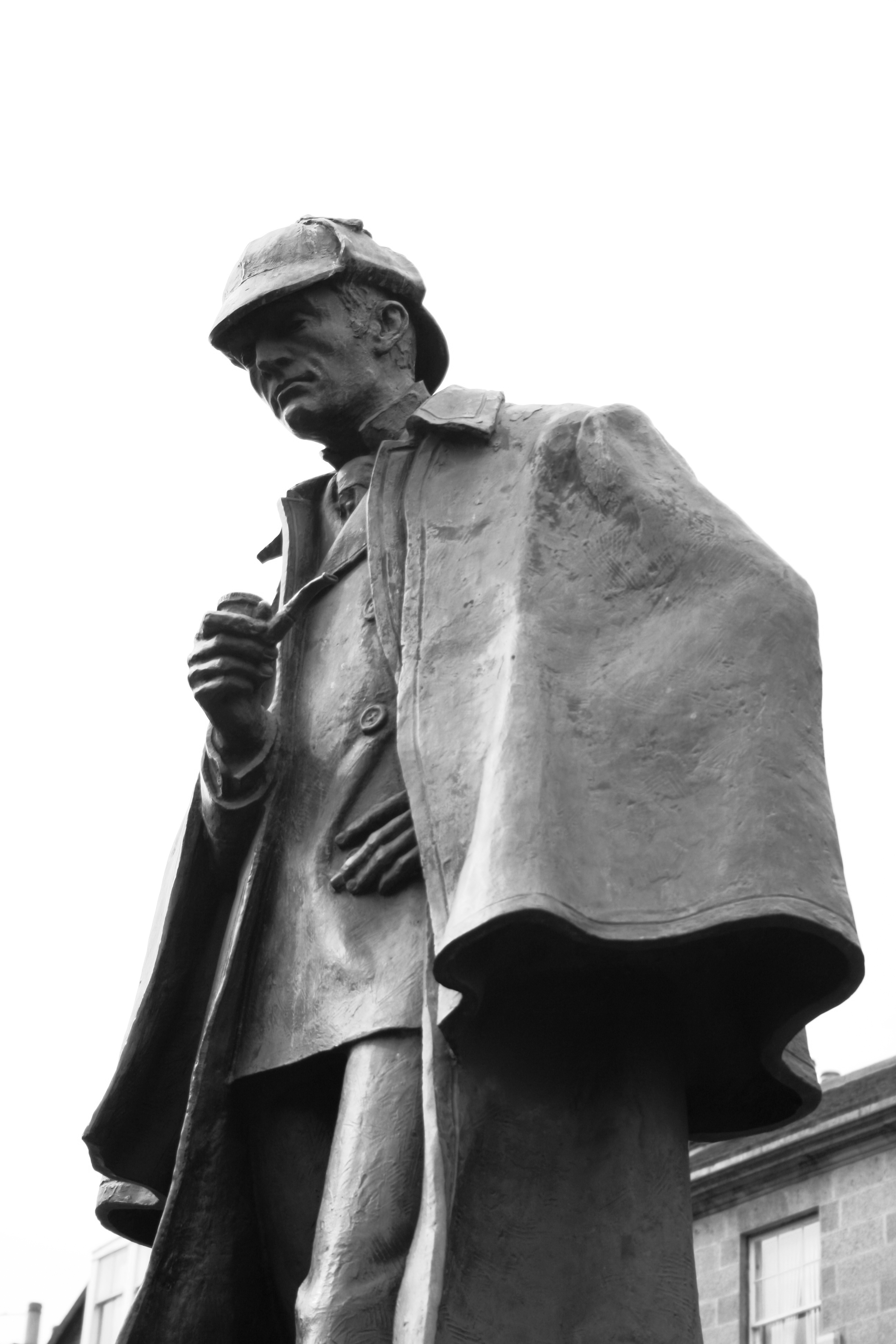
Estátua de Sherlock Holmes em Edimburgo. "A Scandal in Belgravia" faz referência a esta imagem "clássica" de Holmes criado pelo ilustrador Sidney Paget.